# Ахмед Сайф Аль-Мідаді
Ахмед Сайф Аль-Мідаді (Ahmed Saif Al-Midhadi) — катарський дипломат. Надзвичайний і Повноважний Посол Держави Катар в Україні за сумісництвом (2010—2013). 14 січня 2010 року — вручив вірчі грамоти Президенту України Вікторові Ющенку.

## Життєпис
До 2004 року — заступник Постійного Представника Держави Катар в ООН, Нью-Йорк.
У 2004—2008 рр. — Надзвичайний і Повноважний Посол Держави Катар в Республіці Корея.
У 2008—2014 рр. — Надзвичайний і Повноважний Посол Держави Катар в РФ.
У 2009—2014 рр. — Надзвичайний і Повноважний Посол Держави Катар в Білорусі за сумісництвом.
У 2009—2014 рр. — Надзвичайний і Повноважний Посол Держави Катар у Фінляндії за сумісництвом.
У 2009—2013 рр. — Надзвичайний і Повноважний Посол Держави Катар в Україні за сумісництвом
З 2015 року — Надзвичайний і Повноважний Посол Держави Катар в Польщі.
З 2016 року — Надзвичайний і Повноважний Посол Держави Катар в Литві за сумісництвом.
З 2017 року — Надзвичайний і Повноважний Посол Держави Катар в Латвії за сумісництвом.